# Graford (Teksas)
Graford je grad u američkoj saveznoj državi Teksas. Prema popisu stanovništva iz 2010. u njemu je živjelo 584 stanovnika.